# Liste des gares des Pyrénées-Atlantiques

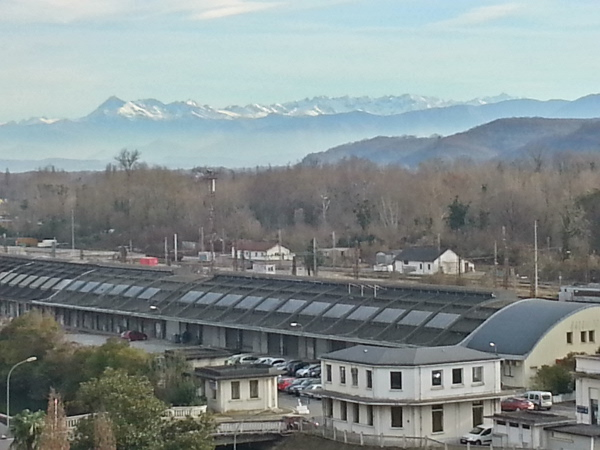
La gare de Pau devant les Pyrénées.

La liste des gares des Pyrénées-Atlantiques, est une liste des gares ferroviaires, haltes ou arrêts, situées dans le département des Pyrénées-Atlantiques, en région Nouvelle-Aquitaine.
Liste actuellement non exhaustive, les gares fermées sont en italique.

## Gares ferroviaires des lignes du réseau national

### Gares ouvertes au trafic voyageurs
- Gare d'Artix
- Gare d'Assat
- Gare de Baigts-de-Béarn (fret)
- Gare de Bayonne
- Gare de Bedous
- Gare de Biarritz
- Gare de Bidarray-Pont-Noblia
- Gare de Bidos
- Gare de Boucau
- Gare de Buzy-en-Béarn
- Gare de Cambo-les-Bains
- Gare de Coarraze - Nay
- Gare des Deux-Jumeaux
- Gare de Gan
- Gare de Guéthary
- Gare de Halsou - Larressore
- Gare d'Hendaye
- Gare d'Itxassou
- Gare de Jatxou
- Gare de La Croix-du-Prince
- Gare de Lacq (fret)
- Gare de Lescar (fret)
- Gare de Lurbe-Saint-Christau
- Gare de Montaut - Bétharram
- Gare d'Ogeu-les-Bains
- Gare d'Oloron-Sainte-Marie
- Gare d'Orthez
- Gare d'Ossès - Saint-Martin-d'Arrossa
- Gare de Pau
- Gare de Puyoô
- Gare de Saint-Jean-de-Luz - Ciboure
- Gare de Saint-Jean-Pied-de-Port
- Gare de Sarrance
- Gare d'Urt
- Gare d'Ustaritz
- Gare de Villefranque

### Gares fermées au trafic voyageurs: situées sur une ligne en service
- Gare de Boeil-Bezing
- Gare de Louhossoa
- Gare de Sames - Guiche

### Gares fermées au trafic voyageurs: situées sur une ligne fermée
- Gare d'Abens-le-Bas
- Gare d'Abitain
- Gare d'Accous
- Gare d'Arbouet
- Gare d'Argagnon
- Gare d'Arrive
- Gare d'Arudy
- Gare d'Autevielle
- Gare de Baudreix
- Gare de Beauplaisir
- Gare de Béhéréharta
- Gare de Biarritz-Ville
- Gare de Bidart
- Gare de Bielle
- Gare de Cambo-les-Thermes
- Gare de Castagnède-de-Béarn
- Gare de Cauneille
- Gare de Charre
- Gare de Danguin
- Gare d'Escos
- Gare d'Escos - Labastide
- Gare d'Escou
- Gare d'Espès-Undurein
- Gare d'Etsaut
- Gare des Forges-d'Abel
- Gare du Gaz
- Gare de Gurmençon
- Gare de Haut-de-Gan
- Gare d'Izeste - Louvie-Juzon
- Gare de Lahonce
- Gare de Laruns - Eaux-Bonnes
- Gare de Lescun - Cette-Eygun
- Gare de Mauléon
- Gare de Nabas
- Gare de Poey
- Gare de Pont-de-Béon
- Gare du Pont-de-l'Aran
- Gare de Rivehaute
- Gare de Saint-Christau-Lurbe
- Gare de Saint-Étienne-de-Baïgorry
- Gare de Saint-Palais
- Gare de Salies-de-Béarn
- Gare de Sauveterre-de-Béarn
- Gare d'Urcuit
- Gare d'Urdos
- Gare d'Urrugne
- Gare de Viodos

## Les lignes ferroviaires
- Ligne de Bordeaux-Saint-Jean à Irun
- Ligne de Toulouse à Bayonne
- Ligne d'Ossès - Saint-Martin-d'Arrossa à Saint-Étienne-de-Baïgorry
- Ligne de Bayonne à Saint-Jean-Pied-de-Port
- Ligne de Pau à Canfranc (frontière)